# ليندا أندريه
ليندا أندريه (بالإنجليزية: Linda Andre)‏ هي ناشطة حقوق الإنسان أمريكية، ولدت في 1959. تعيش في مدينة نيويورك ، وهي مديرة لجنة الحقيقة في الطب النفسي (CTIP) و منظمة أسستها مارلين رايس في عام 1984 لتشجيع الولايات المتحدة (FDA) لتنظيم آلات العلاج بالصدمات الكهربائية (ECT).

## نشاطها ضد العلاج بالصدمات الكهربائية
منذ ظهورالعلاج بالصدمات الكهربائية في أوائل الثمانينيات في سن 25 عامًا ، كانت ليندا تكتب وتجري أبحاثًا لمساعدة الناجين الآخرين من العلاج بالصدمات الكهربائية على التكيف مع فقدهم الإدراكي والذاكرة ، وإبلاغ عامة الناس بمخاطر العلاج بالصدمات الكهربائية. أجرى موقع 20/20 مقابلة مع ليندا مع ذي أتلانتيك ونيويورك تايمز.